# Уаско (окръг, Орегон)
Окръг Уаско (на английски: Wasco County) е окръг в щата Орегон, Съединени американски щати. Площта му е 6203 km², а населението - 23791 души (2000). Административен център е град Далз.

## Градове
- Антълоуп
- Дюфюр
- Мопин
- Моузиър
- Шанико